# Takatalvi
Takatalvi è il terzo EP del gruppo musicale finlandese Sonata Arctica, pubblicato dalla Spinefarm Records il 21 novembre 2003.
È stato ripubblicato nel 2010 unendo a quanto già presente nella precedente edizione l'EP Orientation.

## Tracce
Prima edizione del 2003
Testi e musiche di Tony Kakko, fatta eccezione dove indicato, arrangiamenti dei Sonata Arctica.
1. San Sebastian (original version) – 4:46
2. The Gun – 3:34
3. Still Loving You (Scorpions cover) – 4:33 (testo: Meine – musica: Schenker)
4. Shy – 4:13
5. Dream Thieves – 4:23
6. I Want Out (Helloween cover) – 4:46 (Hansen)
7. Fade To Black (Metallica cover) – 5:23 (Hetfield, Ulrich, Burton, Hammett)
8. Broken (live) – Videoclip

Seconda edizione del 2010
1. San Sebastian (original version) – 4:46
2. The Gun – 3:34
3. Still Loving You (Scorpions cover) – 4:33 (testo: Meine – musica: Schenker)
4. Shy – 4:13
5. Dream Thieves – 4:23
6. I Want Out (Helloween cover) – 4:46 (Hansen)
7. Fade To Black (Metallica cover) – 5:23 (Hetfield, Ulrich, Burton, Hammett)
8. Black Sheep – 3:42
9. Mary-Lou (acoustic version) – 5:05
10. The Wind Beneath My Wings (Bette Midler cover) – 4:44 (Henley, Silbar)
11. Die With Your Boots On (Iron Maiden cover) – 4:22 (Smith, Dickinson, Harris)

## Formazione
- Tony Kakko - voce/tastiera
- Jani Liimatainen - chitarra
- Tommy Portimo - batteria
- Marko Paasikoski - basso (in The Gun, Dream Thieves, Fade to Black, Broken, Black Sheep, Mary-Lou (acoustic version), The Wind Beneath My Wings e Die With Your Boots On)
- Janne Kivilahti - basso (in San Sebastian, Still Loving You, Shy e I Want Out)
- Mikko Härkin - tastiera (in San Sebastian, The Gun, Still Loving You, Shy, I Want Out, Black Sheep, Mary-Lou (acoustic version), The Wind Beneath My Wings e Die With Your Boots On)
- Henrik Klingenberg - tastiera (in Broken)

## Registrazione
- Registrato al Tico Tico Studio da Ahti Kortelainen.
- Mixato da Mikko Karmila ai Finnvox Studios, eccetto Fade To Black mixata da Ahti Kortelainen al Tico Tico Studio.
- Masterizzato da Mika Jussila ai Finnvox Studios.